# Devon Aoki
Devon Edwenna Aoki (デヴォン青木 Devon Aoki, född 10 augusti 1982) är en amerikansk modell och skådespelerska.
Aoki föddes i New York men växte upp i Kalifornien och gick i skolan i London. Hennes far Hiroaki Aoki är en japansk-amerikansk f.d. brottare och numer ägare till restaurangkedjan Benihana. Aokis mor, Pamela Hilburger, är av engelsk-tyskt ursprung och arbetar som designer, framför allt av smycken. Aokis bror, Steve Aoki, är VD för skivbolaget Dim Mak och en välkänd DJ på den lokala musikscenen i Los Angeles. Dessutom har Aoki en yngre syster.
Aoki upptäcktes i New York på en konsert med musikgruppen Rancid. Hon inledde sin modellkarriär då hon var 15 år. 
Aoki har medverkat i filmerna 2 Fast 2 Furious, D.E.B.S., Sin City och DOA: Dead or Alive liksom i mångtaliga tidningar. Hon har varit modell för modehusen Lancôme, Chanel och Versace. 
Aoki gjorde också ett cameoframträdande i Duran Durans musikvideo "Electric Barbarella", Ginuwines video "In Those Jeans" och senare även i Ludacris "Act a Fool". Musiken i den sistnämnda filmen användes i filmen 2 Fast 2 Furious, där både Ludacris och Aoki medverkade. 2006 medverkade hon i The Killers video "Bones". Hon medverkade också i en kortfilm som åtföljde Sean Lennons skiva Friendly Fire.

## Filmografi
- 2003 – Death of a Dynasty
- 2003 – 2 Fast 2 Furious
- 2004 – D.E.B.S.
- 2005 – Sin City
- 2006 – Friendly Fire
- 2006 – DOA: Dead or Alive
- 2007 – Rogue Assassin
- 2009 – Rosencrantz and Guildenstern Are Undead